# 571 a.C.
Séculos: (Século VII a.C. - Século VI a.C. - Século V a.C.)

## Eventos
Fim do ministério profético de Ezequiel.

## Nascimentos
- Pitágoras, matemático grego (data aproximada)